# Manuel Fratel
Manuel Joaquim Fratel (Portalegre, Alegrete, 1869 — Lisboa, 5 de Outubro de 1938) foi um advogado, funcionário do Ministério das Colónias, e político, deputado eleito pelo Partido Regenerador em várias legislaturas na fase final da Monarquia Constitucional Portuguesa, Ministro da Justiça e dos Negócios Eclesiásticos do último ministério antes da implantação da República Portuguesa e deputado na I legislatura da Assembleia Nacional do Estado Novo.

## Biografia
Foi deputado eleito pelo Partido Regenerador (1895, 1901, 1902, 1905, 1906 e 1908).
Foi Ministro da Justiça e dos Negócios Eclesiásticos do governo presidido por António Teixeira de Sousa, em funções de 26 de Junho a 5 de Outubro de 1910.